# برايان أولريش
برايان أولريش (بالإنجليزية: Brian Ulrich)‏ هو مصور أمريكي، ولد في 1971.